# That’s That
That’s That – drugi singel amerykańskiego rapera Snoop Dogga, który promował album pt. Tha Blue Carpet Treatment. Gościnnie wystąpił R. Kelly. Do utworu powstał teledysk.

## Lista utworów
Opracowano na podstawie źródła.
1. „That’s That (Explicit)” (4:17)
2. „That’s That (Clean)” (4:17)
3. „That’s That (Instrumental)” (4:17)

## Notowania
| Notowanie (2006)                          | Najwyższa pozycja |
| ----------------------------------------- | ----------------- |
| U.S. Billboard Hot 100                    | 20                |
| U.S. Hot Digital Songs                    | 14                |
| U.S. Hot R&B/Hip-Hop Songs                | 9                 |
| U.S. Hot Rap Tracks                       | 3                 |
| U.S. Pop 100                              | 29                |
| Rhythmic Airplay Chart                    | 7                 |
| UK Singles Chart                          | 38                |
| Media Control Charts                      | 39                |
| Finland Singles Chart                     | 6                 |
| Ireland Top 50                            | 43                |
| Switzerland Top 100                       | 37                |
| New Zealand Top 50                        | 18                |
| Australian Recording Industry Association | 64                |
| Sweden Top 60                             | 55                |
| France Top 100                            | 30                |